# Kloster Freistroff
Das Kloster Freistroff war von 1128 bis 1791 ein  Kloster zuerst der Zisterzienser, dann der Prämonstratenser, ab 1208 der Zisterzienserinnen und ab 1640 wieder der Zisterzienser in Freistroff (deutsch Freisdorf), einer Gemeinde im Herzogtum Lothringen, heute im Département Moselle in Frankreich.

## Geschichte
Am Fluss Nied stiftete 1128 Wiry de Valcourt in Freistorfium (deutsch: Freisdorf) das Zisterzienserkloster Sankt Gangolf (französisch: Saint Gengoult), das später von Bischof Bertram von Metz († 1212) zuerst mit Prämonstratensern, dann mit Zisterzienserinnen besiedelt wurde, die 1414 den Konvent des Klosters Marienfloss aufnahmen. Von 1446 bis 1460 leitete Irmengard von Dahlem das Kloster als letzte Äbtissin. Dann folgten wieder Zisterzienser, die 1740 neue Gebäude errichteten. 1791 wurde das Kloster nach der Französischen Revolution aufgelöst und weitgehend abgebaut. Reste (beiderseits der Bahnlinie) nennen sich heute „Domaine de l’Abbaye“ (privat, in der Rue Viry de Valcourt).